# مديرية كاخاماركا
مديرية كاخاماركا (بالإسبانية: Distrito de Cajamarca)‏ هي مديرية في بيرو، تقع في مقاطعة كاخاماركا، بلغ عدد سكانها 218,741  نسمة وذلك حسب إحصائيات سنة 2017، عاصمتها كاخاماركا، تبلغ مساحتها 382.74 كيلومتر مربع.